# Laura Álvarez
Laura Álvarez Álvarez (Grado, 6 de enero de 1998) es una periodista deportiva española especializada en ciclismo femenino. Es la primera narradora de ciclismo de la televisión española.

## Trayectoria
Álvarez practicó el ciclismo siendo muy joven y compitió en categorías juvenilespero no llegó a ser profesional porque le fue imposible compaginarlo, a nivel de tiempo y económicamente, una vez que comenzó a estudiar en la universidad.
Tuvo muy clara su vocación como periodista de deportes desde siempre, pero como esa carrera no la podía estudiar en su Asturias natal, se mudó a Valladolid. Entre 2016 y 2020, cursó el Grado de Periodismo en la Universidad de Valladolid y después, en Madrid, realizó el Máster en Periodismo y Retransmisiones Deportivas Movistar+ por la Universidad Nebrija en el curso 2020 – 2021. Hizo prácticas en el Discovery Channel y después en Eurosport, donde fue becaria en los departamentos de edición y realización primero, y como narradora deportiva después.
Desde mayo de 2022, se dedica a la narración de ciclismo en el canal Eurosport, siendo la primera voz femenina en narrar este deporte. En esa misma cadena, participa en el programa La Montonera como encarga de la información del Giro de Italia en su mayoría. En junio de 2023 comenzó a colaborar en la sección Yo Dona del periódico español El Mundo.
Álvarez ha expresado en varias ocasiones la falta de referentes femeninos en su campo y ha señalado la necesidad de incluir a las mujeres en las infraestructuras del periodismo deportivo.

## Reconocimientos
Como ciclista, Álvarez ganó algunos títulos destacados en su categoría, como en el Campeonato de Asturias de fondo en carretera para cadetes 2014, donde consiguió el oro.
En 2022, Álvarez recibió una mención especial en la Gala del Deporte Moscón, realizada en el Polideportivo Municipal de Grado.